# Pär Holmgren

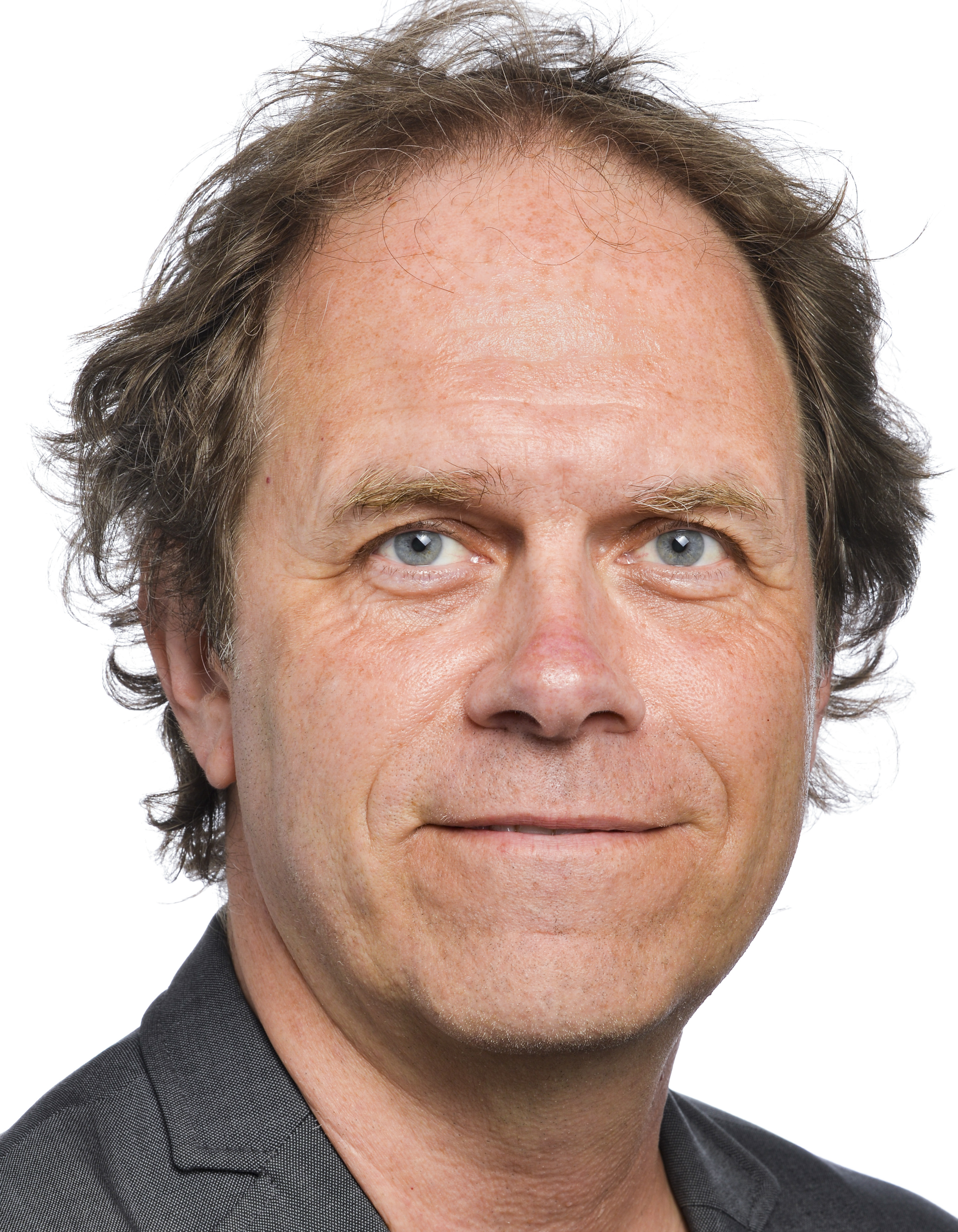
Pär Holmgren (2019)

Pär Anders Holmgren (* 24. Oktober 1964 in Gävle) ist ein schwedischer Meteorologe, Schriftsteller, Moderator und Politiker (Miljöpartiet). Holmgren erlangte vor allem als Fernseh-Meteorologe für das staatliche schwedischen Fernsehen SVT Bekanntheit. Seit Ende der 1990er Jahre engagiert sich er zudem als Politiker insbesondere im Themengebiet des Klimawandels. Bei den Europawahlen 2019 gewann er für die Miljöpartiet ein Mandat und ist seitdem Mitglied des neunten Europäischen Parlaments.

## Leben

### Ausbildung und Beruf
Pär Holmgren wurde am 24. Oktober 1964 in Gävle geboren, wuchs jedoch weiter südlich in Uppsala auf. Nach seinem Schulabschluss absolvierte Holmgren eine Offiziersausbildung bei den Streitkräften und diente mehrere Jahre als Meteorologe und Offizier mit Kapitänsabschluss. Nach seiner Zeit bei der Luftwaffe forschte und lehrte er an der Universität Uppsala, wo er 1993 das Lizentiat erhielt.
Pär Holmgren begann 1988 als Moderator in den regionalen Nachrichten des Senders ABC, während er an der Universität Uppsala promovierte. Ab 1993 begann er in Vollzeit für den staatlichen Fernsehsender zu arbeiten. Von Mitte der 1990er Jahre bis Oktober 2007 leitete Holmgren die SVT-Wetternachrichten. In den späten 1990er Jahren beschäftigte sich Holmgren zunehmend mit dem Thema Klimawandel und begann zu dem Thema populärwissenschaftliche Vorlesungen zu halten. Auch bei seinem Arbeitgeber SVT beschäftigte er sich regelmäßig mit dem Thema, unter anderem in dem Programm Meteorologi – mer än bara väder im Jahr 2003. Seit 2008 trat er mehrfach mit Staffan Lindberg zum Thema Klima auf, mit dem er zusammen unter anderem die Elmopedturnen organisierte.

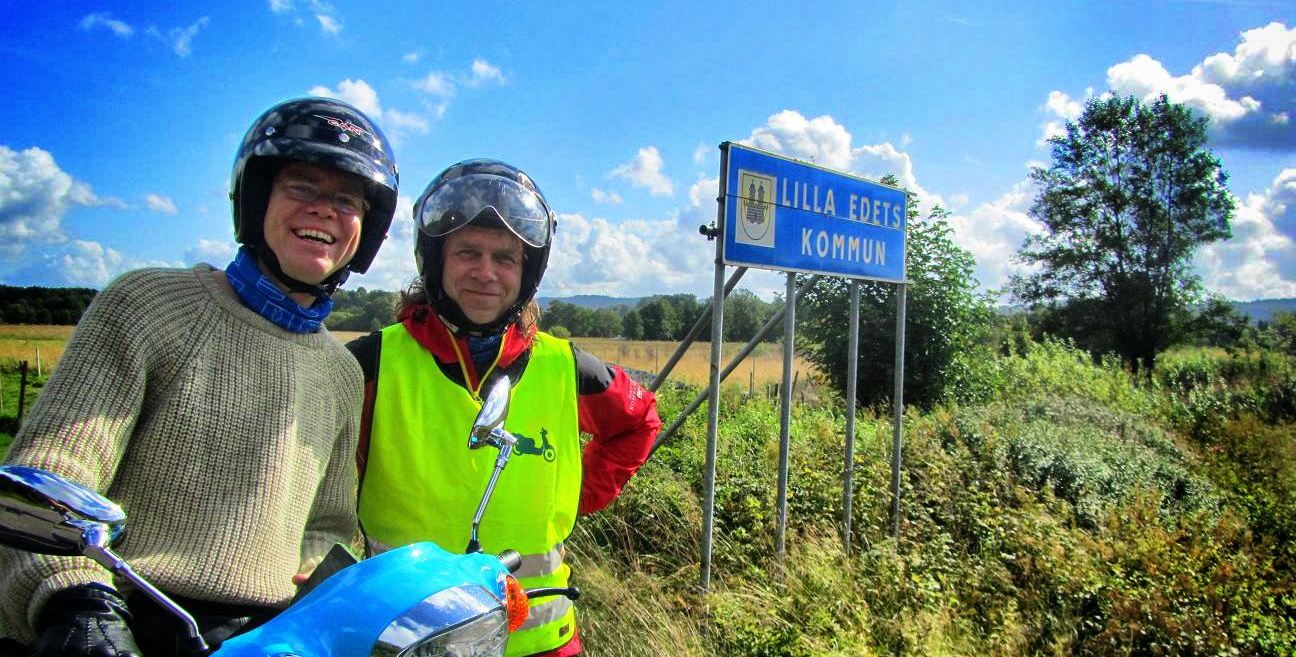
Holmgren organisierte zusammen mit Staffan Lindberg die Elmopedtunrnen, eine der größten Umweltveranstaltungen Schwedens

Zum Jahreswechsel 2008/09 beendete Holmgren seine Tätigkeit für SVT. 2012 wurde er an die Fakultät für Naturwissenschaften und Technologie der Universität Uppsala berufen, wo er seit seinem Ausscheiden aus dem SVT wieder Vorlesungen hielt. Im Herbst 2015 war er bei der Länsförsäkringar AB als Naturschadenspezialist angestellt, ließ sich inzwischen jedoch beurlauben.

### Politisches Engagement
Im Dezember 2018 wurde Pär Holmgren als einer der Kandidaten der schwedischen Grünen für die Wahlen zum Europäischen Parlament im Jahr 2019 vorgestellt. Die Partei nominierte ihn für den zweiten Listenplatz hinter Alice Bah Kuhnke. In einem Interview erklärte er den Schritt in die Politik mit seinem Engagement in der Klimaproblematik: „Die Situation ist sehr akut. Aus EU-Perspektive ist es die letzte Legislatur, in der es möglich ist, einen sehr klaren Plan für den Übergang zu entwickeln.“
Bei den Europawahlen gewannen die schwedischen Grünen zwei der 21 schwedischen Mandate (und damit zwei weniger als bei der Europawahl 2014). Damit zog auch Pär Holmgren in das EU-Parlament ein und wurde gemeinsam mit Alice Bah Kuhnke Mitglied der Grünen/EFA-Fraktion. Für die Fraktion ist er Mitglied im Ausschuss für Umweltfragen, öffentliche Gesundheit und Lebensmittelsicherheit. Er ist stellvertretendes Mitglied im Ausschuss für Verkehr und Tourismus und im Ausschuss für Landwirtschaft und ländliche Entwicklung.

### Schriftsteller und Musiker
Holmgren gründete 2010 den Verlag Pärspektiv, für den er Kinderbücher über den Protagonisten Torsten schreibt. Zudem war er Mitglied der „meteorologischen Metalband“ Spridda SkurarS.